# 피엘레스
피엘레스(Pieles, Skins)는 스페인에서 제작된 에두아르도 카사노바 감독의 2017년 코미디 영화이다. 존 코르타자레나 등이 주연으로 출연하였고 캐롤라이나 뱅 등이 제작에 참여하였다.

## 출연

### 주연
- 존 코르타자레나
- 카르멘 마치
- 캔델라 페나
- 엘로이 코스타
- 이치아르 카스트로

### 조연
- 아나 폴보로사
- 마카레나 고메즈
- 세컨 드 라 로사
- 캐롤라이나 뱅
- 호아킨 클리멘트

## 제작진
- 특수분장: 오스카 델 몬테
- 분장-헤어: 롤라 고메즈
- 분장-헤어: 지저스 길